# Batarà estriat
El batarà estriat (Dysithamnus leucostictus) és una espècie d'ocell de la família dels tamnofílids (Thamnophilidae).

## Hàbitat i distribució
Habita els boscos de les terres baixes des del centre de Colòmbia i nord de Veneçuela fins Perú.